# Šćepan Mali

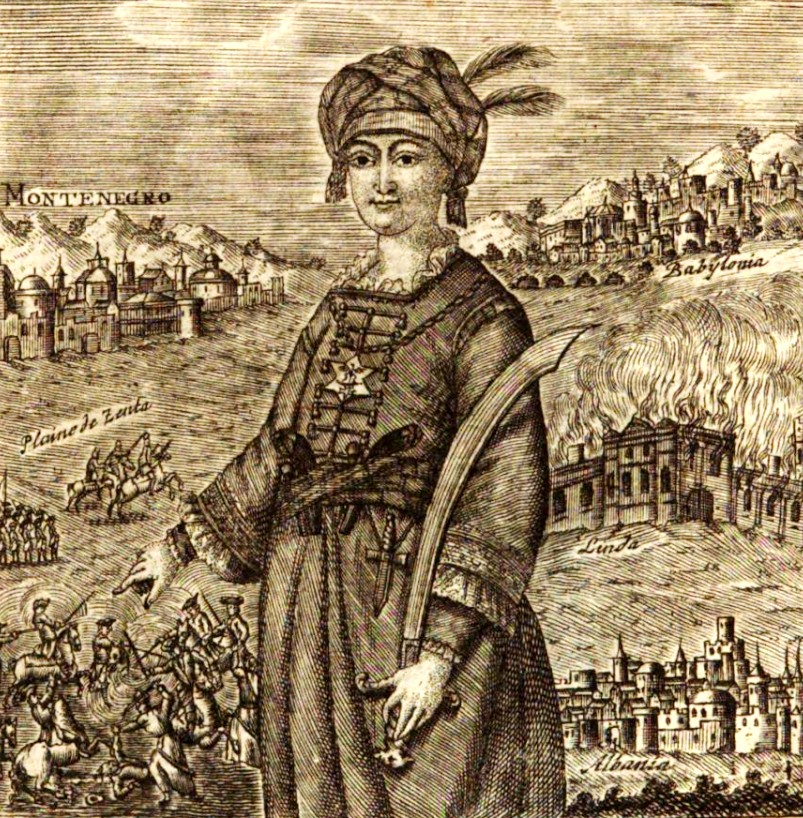
Darstellung des Šćepan Mali (1784)

Šćepan Mali (serbisch-kyrillisch Шћепан Мали, deutsch: Stefan der Kleine; * um 1731 vermutlich in Bosnien, der Lika oder Dalmatien; † 22. September 1773 in Majina bei Budva, Fürstbistum Montenegro) war von 1767 bis zu seinem Tod der Herrscher eines relativ selbstständigen Fürstbistums Montenegro. In der Literatur erhielt er auch den Namen „trügerischer Zar“ (serbisch лажни цар lažni car), da er sich als russischer Zar Peter III. ausgab und dadurch zum Regenten Montenegros erhoben wurde.

## Leben
Nach der Ermordung des russischen Zaren Peter III. 1762 hielten sich in der Bevölkerung hartnäckig Gerüchte, der Zar sei dem Attentat entkommen und wäre nach Montenegro geflüchtet. Šćepan Mali, der diesem ähnlich sah, soll dabei geschickt, es bleibt unklar, ob absichtlich oder ohne Ernsthaftigkeit, die Gerüchte vorangetrieben haben, bis er sich zuletzt offen als Zar von Russland zu erkennen gab. Er kam wahrscheinlich ursprünglich aus dem Westen, aus Dalmatien, und ließ sich in Majina, einer kleinen Ortschaft bei Budva nieder und war ein Kräutersammler. Šćepan Mali soll in seinen eigenen Aussagen zu seiner Herkunft unterschiedliche Angaben gemacht haben. Zu seiner Identität ist nur sein Rufname Šćepan Mali bekannt. Im Kloster bei Maine existierte ein den Zaren Peter III. mehr oder weniger gut darstellendes Gemälde, dass durch einen Vergleich mit der Ansicht des Šćepan Mali dessen Behauptung wohl bestätigen konnte. Mitunter spielte auch die zu dieser Zeit scheinbar hoffnungslose politische, militärische und finanzielle Lage Montenegros zwischen den ungläubigen Fremden, auf der einen Seite den muslimischen Osmanen, auf der anderen den römisch-katholischen Veneter, die den Bewohnern des eingekesselten Landes bewusst war, eine Rolle. Er wurde somit als Hoffnungsträger schnell populär. Seine Popularität war zudem auch durch die gerade zu dieser Zeit der Wirren herrschende stark ausgeprägte russophile Grundeinstellung der montenegrinischen Bevölkerung, so groß, dass es sogar Fürstbischof Sava II. Petrović-Njegoš, der seinen Mitregenten und eigentlich herrschenden agilen Bruder Vasilije 1766 unverhofft durch dessen wahrscheinlich unnatürliches Umkommen in Moskau verloren hatte, in seiner Weisheit unterließ den Anspruch auf den weltlichen Einfluss, den die Fürstbischöfe bisher für sich vereinnahmten, einzufordern. 1767 wurde Šćepan Mali von Aristokratie und Volk als Regent anerkannt.
Šćepan Mali entwickelte sich schnell zum absolutistischen Herrscher, was seiner Popularität als vermeintlicher russischer Zar, der leibhaftig in Montenegro herrschte und seine schützende Hand über das kleine Land ausstreckte, kaum Schaden zufügte. Trotzdem war er stets auf die Nöte und Bedürfnisse seiner Untertanen bedacht, die ihm über ihren Standpunkt zu seiner Person seine Unversehrtheit garantierten. Mit populären Maßnahmen, wie militärischen Streiche mit seiner aus dem Boden gestampften doch weitgehend loyalen Leibgarde gegen die Osmanen, einer Preisobergrenze für Getreide, sehr harte Strafen für Diebstahl und die Etablierung einer gewissen Ordnung in der zu dieser Zeit sehr archaischen Gesellschaft Montenegros, wie etwa durch die unerbittliche Verfolgung und Durchsetzung der Todesstrafe bei Mord und Totschlag, besonders in Fällen der Blutrache, sicherte er sich fortlaufend sein gutes Ansehen und damit seine Stellung als Regent Montenegros.
Natürlich geriet er als vermeintlicher russischer Zar in das Blickfeld der Machtzentren um Montenegro, aber auch in das der Zarin Katharina II. Seine militärischen Streiche und Erfolge führten ein Jahr nach seiner Ernennung zum Regenten Montenegros dazu, dass der osmanische Sultan im Mai 1768 eine etwa 50.000 Mann starke Truppe, zu dieser Zeit etwa so zahlreich wie die Bevölkerung Montenegros, aussandte, um Šćepan Mali dingfest zu machen, wohl auch mehr aus der Furcht heraus dieser könnte die orthodoxe Bevölkerung im von den Osmanen besetzten Gebiet zu größeren Aufständen ermuntern. Diesem gelang es jedoch sich der Festnahme zu entziehen und die riesige Streitmacht musste sich aus der für diese Dimensionen unwirkliche Region zurückziehen. Er entging zunächst auch Mordkomplotten, auch seitens der venetischen Republik, die ebenso um Unruhen unter der orthodoxen Bevölkerung in ihrem Herrschaftsgebiet bangen musste. Schließlich schickte die Zarin Katerina II., wohl ebenso um ihre Autorität als Zarin und Witwe des ermordeten wirklichen Zaren Peter III. in ihrem Reich besorgt, einen Fürsten namens Juri Vladimirovič Dolgorukov (russisch-kyrillisch: Юрий Владимирович Долгоруков) den falschen Zaren zu stürzen und seinen Platz einzunehmen. Doch auch diesem gelang es nicht nach seiner Ankunft im August 1769 den mittlerweile im Volk ein unerschütterliches Ansehen genießenden Šćepan Mali zu stellen. Letzten Endes wurde der trügerische Zar Šćepan Mali von seinem eigenen Vertrauten ermordet, dessen Auftraggeber, so wird es vermutet, die Osmanen waren.

## Rezeption in der Literatur
Fürstbischof Petar II. Petrović-Njegoš, der Autor des Bergkranzes, schuf das Drama Der trügerische Zar Šćepan Mali (serbisch: Лажни цар Шћепан Мали/Lažni car Šćepan Mali), das auf der Lebensgeschichte des Šćepan Mali basiert. Es wurde zum ersten Mal in Triest 1851 gedruckt und veröffentlicht, im selben Jahr, in dem der Autor verstarb.

## Sekundärliteratur
- Peter Bartl: Šćepan Mali, in: Biographisches Lexikon zur Geschichte Südosteuropas. Bd. 4. München 1981, S. 88–90